# 津波古
津波古（つはこ）は琉球（沖縄県）の地名や苗字の一つ。現在は沖縄県島尻郡与那原町、南城市玉城、今帰仁村に多くみられる苗字である。

## 語源・由来
- 島尻郡佐敷町の地名津波古（現：南城市佐敷津波古。板良敷、新里に隣接。馬天港がある）が深い関連がある。

## 姓名
- 東氏 津波古殿内、琉球王国の氏族の一つ。初代は東開極・東風平親方政真
- 米氏 津波古家、琉球王国の氏族の一つ。